# Putaendo

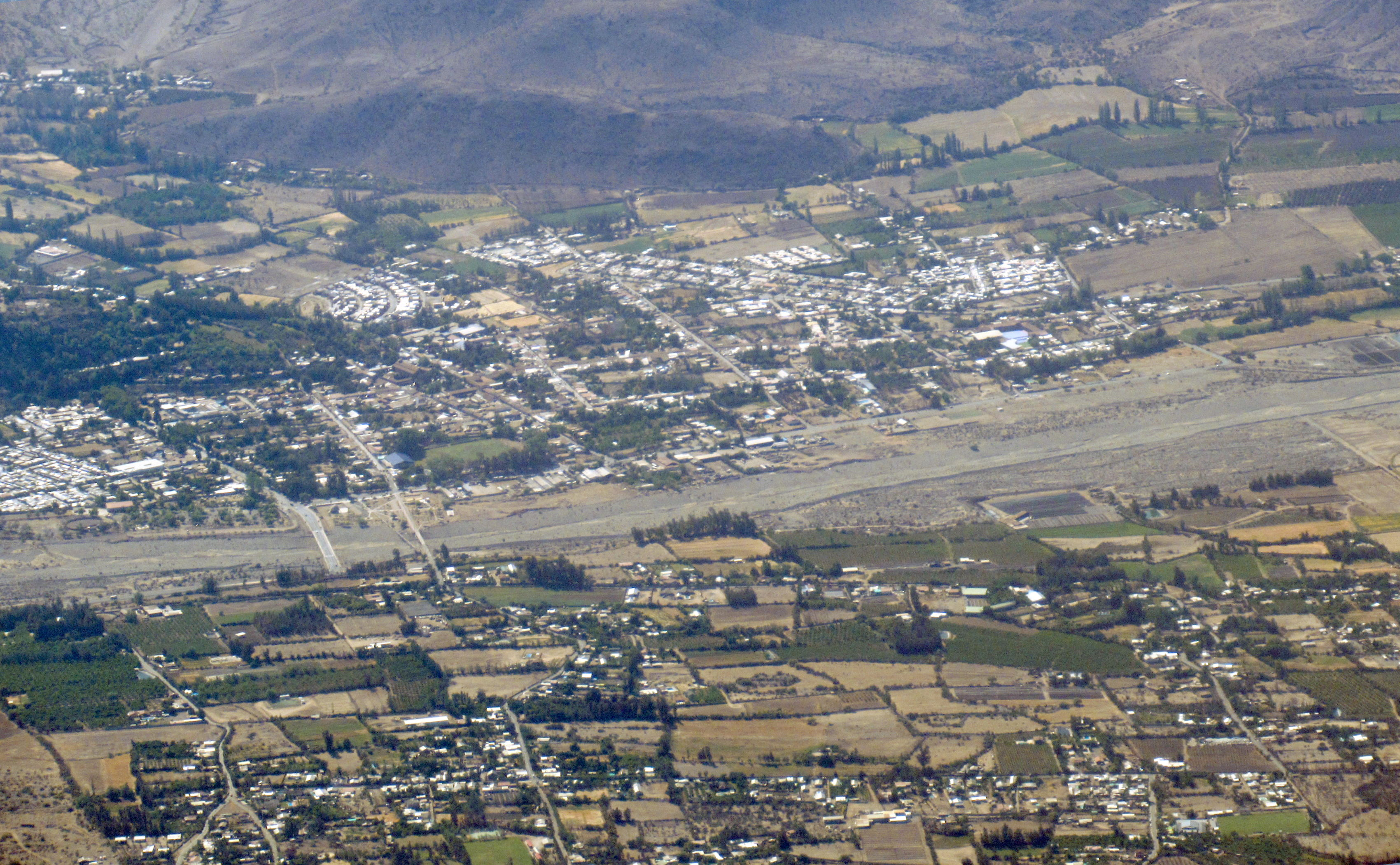
Putaendo

Putaendo est une ville et une commune du Chili faisant partie de la province de San Felipe, elle-même rattachée à la région de Valparaíso.

## Putaendo (Futa-Antu)
La commune de 15 432 habitant est située à 813 m d'altitude. C'est un ancien village d'habitants pré-colombiens de chasseurs et de cueilleurs.
En 1485, lors de l’expansion du royaume de l'Inca Túpac Yupanqui, son fils Huayna Cápac traverse les Andes et descend dans cette vallée et campe à Putaeando. Il intègre la vallée d'Aconcagua à l'empire Inca. Après le débarquement des colons espagnols, Diego de Almagro est arrêté à Puntoendo en 1536. Les chemins incas traversent cette vallée qui était la jonction la plus rapide entre les tribus de vallée de la Ligua, Aconcagua et Mapocho.
Le village attire les colons espagnols à la recherche de l'or qui avait été découvert dans les mines proches du village au milieu du XVIIIe siècle. Le village se développe peu à peu par la construction de l'église Saint Antonio. Le 20 mars 1831 l'assemblée d'Aconcagua lui délivre le titre de ville

Position de Putaendo (en rouge) au sein de la Région de Valparaiso.